# Black Metal Inner Circle
(Øystein Aarseth)
Black Metal Inner Circle (lett. "cerchia interna del black metal") è il nome con il quale viene identificato un gruppo di persone che si crede abbia formato una organizzazione criminale di matrice anti-cristiana nata in Norvegia, di cui facevano parte vari musicisti della scena black metal scandinava. Comunemente viene chiamato Inner Circle; altri nomi dati sono Black Circle e Svarte Sirkel (entrambi significano cerchia nera, rispettivamente in lingue inglese e norvegese), mentre alcune testate giornalistiche usarono il nome Black Metal Mafia per identificare il gruppo. L'Inner Circle è nota in quanto ritenuta la responsabile di numerosi crimini ai danni di luoghi cristiani, intimidazioni nei confronti di altri gruppi musicali e alcuni omicidi, che sconvolsero la Scandinavia (nella fattispecie, la Norvegia) durante i primi anni novanta. Gli ideali del gruppo si rifacevano a una confusa commistione di idee riferite a satanismo, isolazionismo, paganesimo norreno. La componente satanica, che era l'ideologia predominante (probabilmente perché la più "teatrale" vista dall'esterno), non era certo ispirata a quella razionalista e sostanzialmente vicina all'ateismo di Anton LaVey (che Euronymous, chitarrista e fondatore dei Mayhem apertamente disprezzava), ma era improntata a un "satanismo" di tipo vendicativo.

## Storia

### Le origini
(Varg Vikernes)

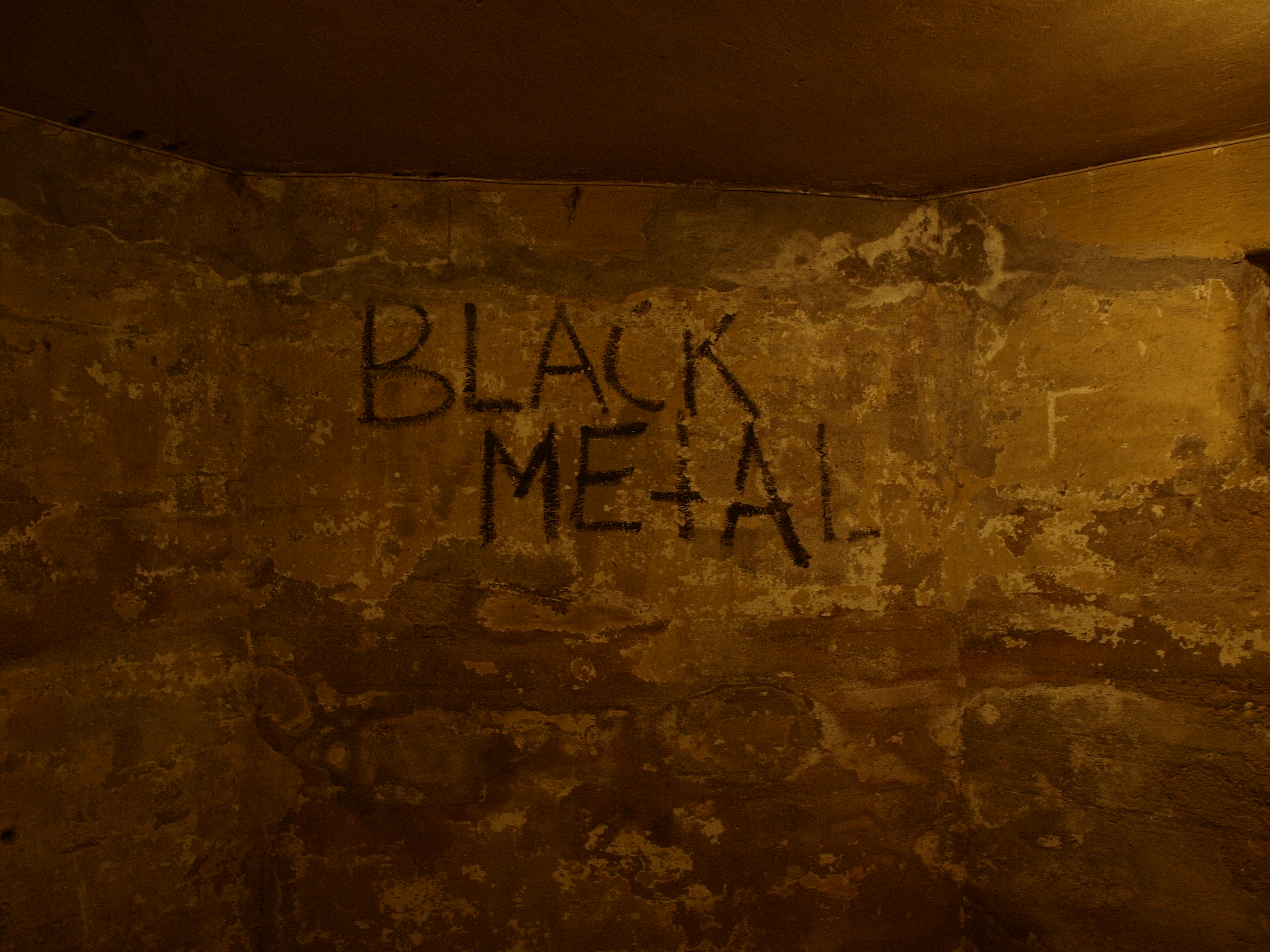
Graffito presente nel seminterrato del negozio di Euronymous, Helvete, risalente al 1991

L'origine dell'Inner Circle risalirebbe a quando Euronymous aprì un negozio di dischi chiamato Helvete ("Inferno", in norvegese), nel maggio-giugno 1991 a Oslo. Lo spazio affittato al fine di avviare la sua attività era però largamente sovradimensionato quindi si decise di usare i locali in eccesso per svolgere "feste" sanguinarie e al limite del delirante. I frequentatori di questi raduni, sei ragazzi tutti poco più che adolescenti, si definivano appartenenti ad un "Inner Circle" ("cerchia interna") ed erano colpiti dal carisma di Euronymous, definito da molti un abile oratore, che era venerato come nuovo messia delle forze del male. In poco tempo, il movimento raggiunse un cospicuo numero di frequentatori, molti dei quali suonavano in altri gruppi black metal, come Emperor, Dissection e Darkthrone. Oltre a Euronymous tra i membri più rappresentativi figuravano Bård Faust e Samoth degli Emperor, Jørn degli Hades e Varg Vikernes di Burzum. Quest'ultimo si fece notare subito: il ragazzo ammirava molto Euronymous e la sua incredibile determinazione nel compiere vandalismi lo fece diventare a breve uno dei maggiori responsabili dei crimini commessi dal gruppo (se non il principale).

### Ideologia
(Øystein Aarseth)
La scena black metal norvegese si opponeva con veemenza al Cristianesimo e a tutte le religioni organizzate in generale. In alcune interviste dei primi anni novanta, Euronymous e altri membri della scena si presentavano come "militanti misantropi satanisti" il cui scopo era diffondere odio, sofferenza e malvagità. Criticarono aspramente la Chiesa di Satana per essere troppo "umanista". Il satanismo da loro promulgato era un'inversione totale della cristianità e dei suoi valori. Euronymous era la figura chiave dietro questa ideologia. Egli professava di essere a favore di ogni forma di totalitarismo e di essere contrario a qualsiasi atto di compassione, amore, pace, felicità e divertimento. In definitiva, l'ideologia dello Svarte Sirkel esprimeva un misto di fierezza, individualismo, ribellione, oscurità, odio, crudeltà, misteri occulti e l'estrema negazione del "mondo moderno cristianizzato". Quando gli venne chiesto il motivo delle provocatorie dichiarazioni fatte da Euronymous alla stampa, Ihsahn degli Emperor disse: «Penso lo abbia fatto soprattutto per diffondere il panico tra la gente». Ihsahn aggiunse che il black metal norvegese è più "una forza oscura in opposizione alla società" che "cerca di concentrarsi maggiormente sul concetto di malvagità piuttosto che su una filosofia satanista coerente". Vikernes disse che la ragione per la quale si definivano "malvagi" era per provocare e scuotere la società civile. Secondo il libro Lords of Chaos, molti di quelli che conoscevano Euronymous riferirono che "la sua immagine estrema di satanista, era solo una manifestazione esistenziale della noia nei confronti della vita, una proiezione della sua pigrizia". Tra quelli che la pensavano così c'erano il bassista Necrobutcher, Kjetil Manheim, Varg Vikernes e Blackthorn. Faust disse che con Euronymous, "c'era tanto fumo ma molto poco arrosto". Mortiis, tuttavia, disse che Euronymous "era un tale adoratore del diavolo da non crederci", e Metalion (che conobbe Euronymous nel 1985 e si considerava il suo migliore amico) riferì come Euronymous "fosse sempre stato interessato al male assoluto".
Riguardo al termine "black metal", Euronymous stesso disse in un'intervista che si applicava a qualsiasi band heavy metal che avesse dei testi satanici. Tali idee venivano condivise anche da altri membri della scena, come Bård Faust. All'epoca, band con uno stile simile al black metal norvegese, ma senza testi inneggianti a Satana, tendevano ad utilizzare un altro termine per definire la loro musica.
Alcuni gruppi ed elementi della scena erano molto interessati alla mitologia nordica dell'epoca pre-cristianesimo e alla cultura pagana dei popoli scandinavi, ammantate da una coltre di nazionalismo. Alcuni si dichiaravano apertamente favorevoli al nazismo ed antisemiti, ma in larga parte con il solo intento di provocare. In una lettera privata scritta nei primi anni novanta, Euronymous dichiarò che "quasi tutti" i gruppi black metal dell'epoca in Norvegia erano "più o meno nazisti". Lui, invece, nello specifico era molto interessato al comunismo nelle sue forme più totalitarie e disse che gli sarebbe piaciuto vedere la gente "marcire sotto una dittatura comunista".

### Il negozioHelvete
Il chitarrista dei Mayhem Euronymous era "la figura centrale intorno alla quale ruotò la formazione della scena black metal norvegese", tanto da poter essere quasi definito il "fondatore vero e proprio del movimento". Durante il maggio-giugno del 1991, egli aprì un negozio di dischi chiamato Helvete (che significa "Inferno" in lingua norvegese). Il negozio era situato in Schweigaards gate 56, nel quartiere di Gamlebyen a Oslo. I musicisti black metal norvegesi si incontravano spesso nel negozio e, i più intimi e fidati, anche nella cantina dello stesso. Tra questi c'erano membri dei Mayhem e degli Emperor, Varg "Count Grishnackh" Vikernes di Burzum, e Snorre "Blackthorn" Ruch dei Thorns. Inoltre Euronymous fondò anche un'etichetta discografica indipendente chiamata Deathlike Silence Productions, con sede presso lo stesso Helvete, specializzata in metal estremo, che distribuì i primi album di gruppi quali Mayhem, Burzum, Merciless, Abruptum, e di una band giapponese di nome Sigh. Euronymous, Varg, e il chitarrista degli Emperor Samoth vissero tutti all'interno del negozio in periodi diversi. Il batterista degli Emperor Bård "Faust" Eithun lavorò nel negozio e, vi soggiornò anche lui per qualche tempo. Le pareti del negozio erano dipinte di nero e decorate con armi medievali, poster di vari gruppi metal, copertine di dischi in vinile, e picture disc, mentre le finestre, per mantenere sempre un'atmosfera tetra, erano state oscurate e l'idea era quella di ricoprirle con lastre di polistirolo sagomate come fossero lapidi di tombe, ma mancarono i fondi e il tempo. A proposito dell'Helvete, lo stesso Euronymous disse in un'intervista del giugno 1992: 
(Øystein Aarseth)
Durante il periodo nel quale restò aperto, l'Helvete fu il ritrovo principale e il fulcro della scena black metal locale. Jon "Metalion" Kristiansen, della fanzine Slayer, disse che l'apertura dell'Helvete fu "la nascita ufficiale del movimento black metal norvegese". Daniel Ekeroth, autore del saggio Swedish Death Metal, scrisse nel 2008:
(Daniel Ekeroth)
Secondo Stian "Occultus" Johannsen, il locale affittato da Euronymous "era troppo grande e l'affitto troppo alto", e fu questa la ragione principale per la quale non si rivelò mai un buon investimento economico. Solo una piccola parte dell'immobile era destinata al negozio. Varg Vikernes disse che Øystein regalava addirittura i dischi ai clienti, e che spesso veniva beccato a mangiare kebab comprato dai pachistani del negozio accanto prelevando i soldi dalla cassa. Euronymous chiuse l'Helvete all'inizio del 1993 quando iniziò ad attirare l'attenzione delle forze di polizia locali e dei mass media a causa dei fatti di cronaca nera connessi con l'Inner Circle. 
Molti anni dopo, il negozio, rinominato Neseblod Records, è stato riaperto nel medesimo locale; è sempre specializzato nella vendita di dischi heavy metal, e la sua cantina, dove avvenivano le presunte riunioni del Black Metal Inner Circle, è diventata un'attrazione turistica visitabile su richiesta. Molti degli arredi originali sono ancora in loco, e il negozio è diventato una sorta di "museo del black metal".

### I crimini

#### Incendi di chiese

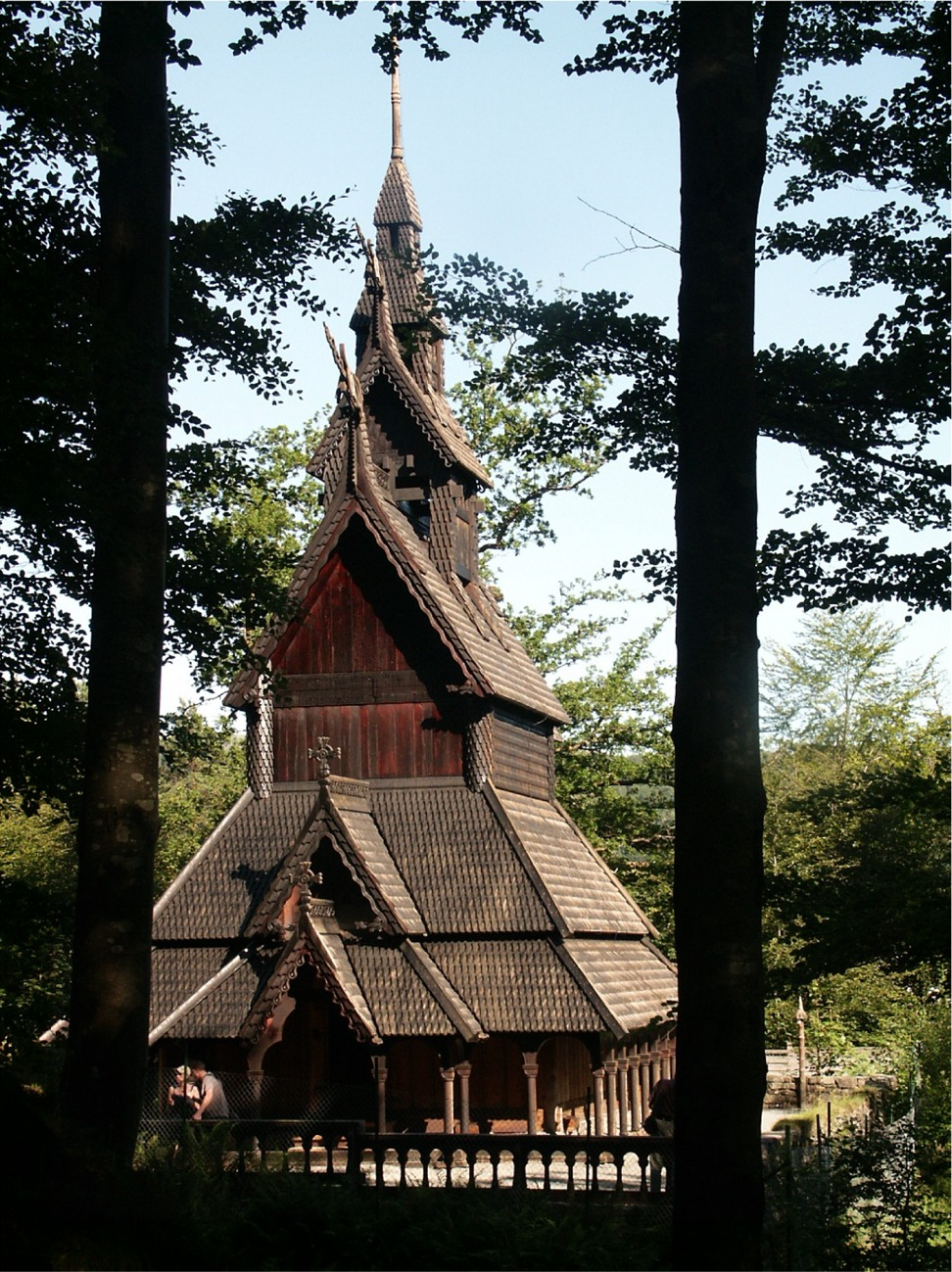
La Stavkirke di Fantoft, bruciata il 6 giugno del 1992

Intorno al 1992, 52 chiese vennero bruciate, furono presi di mira numerosi cimiteri, ove più di 15,000 tombe vennero profanate e imbrattate con simbologie occulte. I proventi di simili atti (arredi sacri e croci ad esempio) venivano a volte portati come trofei per addobbare l'Helvete. Autori di tali gesti furono principalmente Vikernes, Faust, Samoth ed alcuni membri di gruppi minori, quali Hades, Einherjer e Ildjarn.
Tra le strutture religiose distrutte una tra le più note fu la medievale stavkirke di Fantoft nei pressi di Bergen, che venne data alle fiamme il 6 giugno del 1992 da Varg Vikernes; una foto di ciò che rimase della struttura (le travi portanti) diventò la copertina di Aske, EP di Burzum. Tale atto, già di per sé grave, nei progetti doveva essere ben peggiore: gli appartenenti all'Inner Circle avrebbero voluto sacrificare qualcuno dentro la chiesa prima di appiccare il fuoco ma poi l'idea venne accantonata, probabilmente per la mancanza di passanti vista la tarda ora; il sangue comunque non mancò: venne scelto come surrogato un coniglio che venne decapitato e lasciato sulla scena del crimine. Un altro rogo famoso fu quello che interessò la cappella di Holmenkollen, ossia, la chiesa dei Reali di Norvegia. Oltre a questi gesti piromani ben presto l'Inner Circle si trovò indirettamente responsabile di una morte: a Sarpsborg, infatti, lo spegnimento di un incendio costò la vita a un pompiere.
Fu segnalato qualche incendio anche nella vicina Svezia, dietro al quale si sospettò esserci la mano di "It" degli Abruptum ma le accuse non vennero mai provate.
Quella che segue è una lista parziale delle chiese bruciate nel periodo 1992-1995:
1992
- 23 maggio: tentativo di incendio della Storetveit kirke a Bergen[44]
- 6 giugno: incendio della Stavkirke di Fantoft a Bergen[45] – Varg Vikernes è fortemente indiziato per il rogo, ma non fu incriminato ufficialmente.
- 1º agosto: incendio della Revheim kirke a Stavanger[44]
- 21 agosto: incendio della cappella di Holmenkollen a Oslo – Varg Vikernes e Faust furono condannati per il rogo; partecipò anche Euronymous, ma fu assassinato nell'agosto 1993, e quindi non fu mai sottoposto a giudizio.[46]
- 1º settembre: incendio della Ormøya kirke di Oslo[44]
- 13 settembre: incendio della Skjold kirke a Vindafjord[44] – Varg Vikernes e Samoth furono condannati per il rogo.
- 3 ottobre: incendio della Hauketo kirke a Oslo.[47]
- 24 dicembre: incendio della Åsane kirke a Bergen – Varg Vikernes e Jørn Inge Tunsberg furono condannati per il rogo.
- 25 dicembre: incendio della chiesa Metodista di Sarpsborg – un pompiere restò ucciso nel tentativo di spegnere l'incendio.[41]

1993
- 7 febbraio: incendio della Chiesa Nuova di Lundby a Göteborg, Svezia[48]

1994
- 13 marzo: incendio di una chiesa a Sund[49]
- 27 marzo: incendio della Seegård kirke a Snertingdal[49]
- 16 maggio: tentativo di incendio della Gol stave kirke, contea di Viken[49]
- 17 maggio: tentativo di incendio della cappella di Åmodt, contea di Viken[49]
- 4 giugno: incendio della chiesa di Frogn a Drøbak[49]
- 19 giugno: tentativo di incendio della chiesa di Heni a Gjerdrum[49]
- 7 luglio: incendio della chiesa di Jeløy[49]
- 21 luglio: tentativo di incendio della chiesa di Odda[49]
- 13 agosto: tentativo di incendio della cappella di Loop a Meldal[49]
- 10 dicembre: tentativo di incendio della chiesa di Åkra[49]
- 22 dicembre: tentativo di incendio della chiesa di Askim[49]
- 26 dicembre: tentativo di incendio della chiesa di Klemestrud[49]

1995
- 13 maggio: incendio della chiesa del Signore a Telemark[50]
- 25 maggio: incendio della chiesa di Såner a Vestby[50]
- 14 giugno: incendio della chiesa di Moe a Sandefjord[50]
- 21 luglio: tentativo di incendio della chiesa di Eidanger[50]
- 3 settembre: tentativo di incendio della chiesa di Vågsbygd a Oddernes[50]
- 3 novembre: incendio della chiesa di Innset a Rennebu[50]

#### Scontri con altri gruppi
Nel mirino dell'Inner Circle finirono anche gruppi heavy metal, considerati "incoerenti" e succubi delle mode musicali. Nel luglio 1992, Maria, una ragazza diciottenne militante nell'Inner Circle, cosparse di acetone la porta d'ingresso e le finestre della casa di Christofer Johnsson, il leader dei Therion, e poi ne incendiò l'abitazione (anche se Vikernes sostenne di aver compiuto lui stesso questo atto). Prima di allontanarsi Maria piantò un grosso coltello sulla porta d'ingresso insieme a un messaggio: "Il Conte è stato qui e ritornerà".
Johnsson e la sua famiglia riuscirono a salvarsi fuggendo dall'abitazione in fiamme e le indagini dopo poco portarono all'arresto di Maria, che venne poi ricoverata in un ospedale psichiatrico. Dai suoi diari si risalì velocemente a Varg Vikernes descritto come il "Conte" (a quei tempi usava infatti lo pseudonimo Count Grishnackh); quattro giorni dopo l'incendio, Johnsson ricevette una presunta missiva di Vikernes:
Altre azioni minatorie ebbero come bersaglio gruppi come Paradise Lost e Deicide. Per quanto riguarda i primi, i risultati furono la distruzione del loro autobus preso a sassate da una folla invasata di ragazzini durante il loro tour a Oslo, mentre i secondi vennero disturbati durante il loro tour europeo nel 1992. Durante una performance live al "Fryshuset" di Stoccolma, una bomba scoppiò durante l'esibizione dei Therion, ma si scoprì che avrebbe dovuto detonare durante la performance dei Deicide, vero bersaglio dell'attentato. Ci fu tuttavia solo qualche ferito non grave.
I Deicide furono minacciati anche durante la tappa di Manchester con i Gorefest di supporto, quando un soggetto non identificato lanciò una finta bomba sul palco, creando scompiglio e panico, ma fu solo un falso allarme. Certi ritengono che questi attentati furono architettati da alcuni animalisti ostili nei confronti della band, per via delle loro dichiarazioni e dei loro testi sul sacrificio di animali. Glen Benton, invece, ritiene che sia stata opera dei fanatici del black metal.

#### Le morti
In aggiunta agli incendi e alle aggressioni, una serie di infausti avvenimenti ebbe inizio nel 1991: in questa data, infatti, il cantante dei Mayhem, Dead, si suicidò in circostanze che Euronymous sfruttò abilmente per insinuare il sospetto che fosse stato assassinato da lui stesso; va da sé che era soltanto una trovata pubblicitaria ed Aarseth non venne mai incriminato. Venne inoltre messa in giro la diceria secondo cui alcune parti del cervello e del cranio del cadavere furono sottratte e conservate o mangiate da Euronymous, dagli Abruptum e persino da alcuni elementi dei Marduk.
Recentemente Morgan Steinmeyer Håkansson, chitarrista dei Marduk, ha confermato di avere pezzi di cervello e di cranio di Dead, ricevuti per posta da Euronymous.
Alcuni appartenenti all'Inner Circle si macchiarono anche di efferati omicidi: nell'agosto 1992, Bård Faust venne adescato da un omosessuale, tale Magne Andreassen, mentre camminava nell'Olimpic Park di Lillehammer. Fingendo di assecondarlo, Faust lo seguì nel bosco e lo uccise a coltellate; dopo di che, come se non fosse successo nulla, tornò a casa, si fece una doccia e andò a dormire. Venne arrestato un anno dopo e condannato a quattordici anni di carcere.
L'episodio centrale, che divenne assieme il culmine e la fine di questo fenomeno, fu l'omicidio del leader del movimento, Euronymous, ucciso a coltellate nella sua abitazione per mano di Varg Vikernes. Vikernes era a conoscenza del fatto che Euronymous avesse pianificato di ucciderlo torturandolo a morte, come Euronymous stesso aveva confidato a molti suoi amici tra i quali Snorre W. Ruch che all'epoca dei fatti viveva con Vikernes. Vikernes infatti afferma di aver ascoltato una telefonata tra Euronymous e Snorre W. Ruch nella quale Euronymous (ignorando la presenza di Vikernes) avrebbe spiegato nel dettaglio il suo piano per rapire e uccidere Vikernes quando quest'ultimo si fosse recato presso casa sua per firmare il contratto discografico. Dopo poco tempo Vikernes fu contattato da Euronymous per la firma del contratto e quando si recò a casa di Euronymous per consegnarglielo anticipatamente, secondo la sua versione dei fatti, venne aggredito da quest'ultimo spingendo Vikernes a temere per la sua incolumità e a difendersi. Secondo la tesi dell'accusa invece, Vikernes si sarebbe recato da Euronymous con l'intenzione premeditata di ucciderlo.
Altre cause del pessimo rapporto tra i due sembrerebbero:
- Questioni economiche: Euronymous doveva a Vikernes 36 000 corone norvegesi (ai tempi circa 5 000 $) che quest'ultimo aveva anticipato per la registrazione di Burzum.[56]
- Questioni politico-religiose: la vittima aveva idee filo-comuniste[57] e non celava le sue dottrine sataniste, mentre il suo carnefice seguiva ideologie nazionaliste e credeva nella religione pagana.
- Questioni razziali: Euronymous aveva infatti origini lapponi e questo fatto pare facesse infastidire Varg; anche se sembra che, lui, non gli desse troppa rilevanza.[56]
- Questioni culturali: Vikernes riferì che qualcuno, qualche settimana prima del delitto, gli aveva raccontato di aver trovato, frugando nei cassetti a casa di Euronymous, un "dildo sporco di merda"[58] e quindi di essere arrivato alla conclusione che Aarseth fosse omosessuale o perlomeno bisessuale. Inoltre, Varg si disse disgustato dall'abitudine di Euronymous di passare il tempo a guardare film pedopornografici oppure cosiddetti "snuff movie".[58]

Vikernes fu condannato a 21 anni di carcere per omicidio, detenzione illegale di armi ed esplosivi e per aver dato fuoco a tre chiese; la corte ritenne che Vikernes non potesse essere a conoscenza del piano di Euronymous per assassinarlo. Durante le indagini la polizia interrogò tutti gli appartenenti all'Inner Circle ottenendo anche informazioni sui crimini perpetrati in passato, in questo modo l'"organizzazione" crollò come un castello di carte portando alla condanna tra l'altro di Bård Faust (per omicidio), Snorre W. Ruch (complicità nell'omicidio di Euronymous) e Samoth (incendio). Nonostante il pesante giro di vite delle autorità i misfatti non cessarono del tutto; per esempio il giorno della pronuncia della sentenza andarono a fuoco due chiese e più di un mese dopo la stessa sorte toccò ad un'altra.

## Articolo delBergens Tidende
Nel gennaio 1993, un articolo del quotidiano norvegese Bergens Tidende (BT), portò all'attenzione dei mass media nazionali la scena black metal. Due amici di Vikernes lo intervistarono e portarono il resoconto al giornale, sperando che pubblicassero l'intervista. Nell'intervista anonima, "Count Grishnackh" (Vikernes) dichiarava di essere l'autore dei roghi delle chiese e di avere ucciso un uomo a Lillehammer. Il giornalista del BT Finn Bjørn Tønder organizzò un incontro con Vikernes. I giornalisti furono condotti al suo cospetto in un appartamento, preventivamente avvertiti di non portare la polizia, altrimenti il "Conte", essendo armato, avrebbe sparato. Lì, Vikernes confermò ai giornalisti di aver bruciato le chiese, o comunque di sapere chi lo avesse fatto, e avvisò che gli atti terroristici sarebbero continuati in futuro. Si dichiarò adoratore di Satana e disse: «Il nostro scopo è quello di diffondere terrore e malvagità». 
Poiché l'intervistato era a conoscenza di dettagli relativi ai roghi che non erano stati diffusi dalla polizia, i giornalisti del BT parlarono con la polizia prima di pubblicare l'intervista. L'articolo fu pubblicato in prima pagina sul numero del 20 gennaio del Bergens Tidende. Con il titolo Vi tente på kirkene ("Abbiamo acceso noi i fuochi") era inclusa anche una foto di Vikernes, con il viso quasi completamente nascosto dai lunghi capelli, e con in mano due grossi pugnali. Tuttavia, prima ancora che l'articolo andasse in stampa, Vikernes era già stato arrestato. La polizia lo rintracciò presso un indirizzo stampato su un volantino di Burzum, anche se Vikernes dichiarò che era stato Tønder a tradirlo.
Secondo Vikernes, tutta la faccenda dell'intervista anonima era stata pianificata da lui insieme a Euronymous con l'intento finale di diffondere il terrore, far pubblicità al black metal ed attirare nuovi clienti all'Helvete. Circa l'intervista Vikernes ebbe a dire: «Ho esagerato molto e quando il giornalista andò via... scoppiai a ridere, perché lui sembrava non aver capito che lo stavo prendendo in giro». Egli aggiunse che l'intervista non rivelava nulla che potesse provare la sua colpevolezza o il suo coinvolgimento in alcun crimine.
Euronymous decise di chiudere il negozio Helvete a causa del troppo clamore dell'intervista, che aveva portato a indagini da parte della polizia e dei media. Vikernes criticò Euronymous per la chiusura del negozio anziché aver sfruttato la pubblicità per ingrandirne il giro d'affari: «Facendo così, rese inutili tutti i miei sforzi. Trascorsi sei settimane in carcere per niente».